# 奧飛驒溫泉鄉

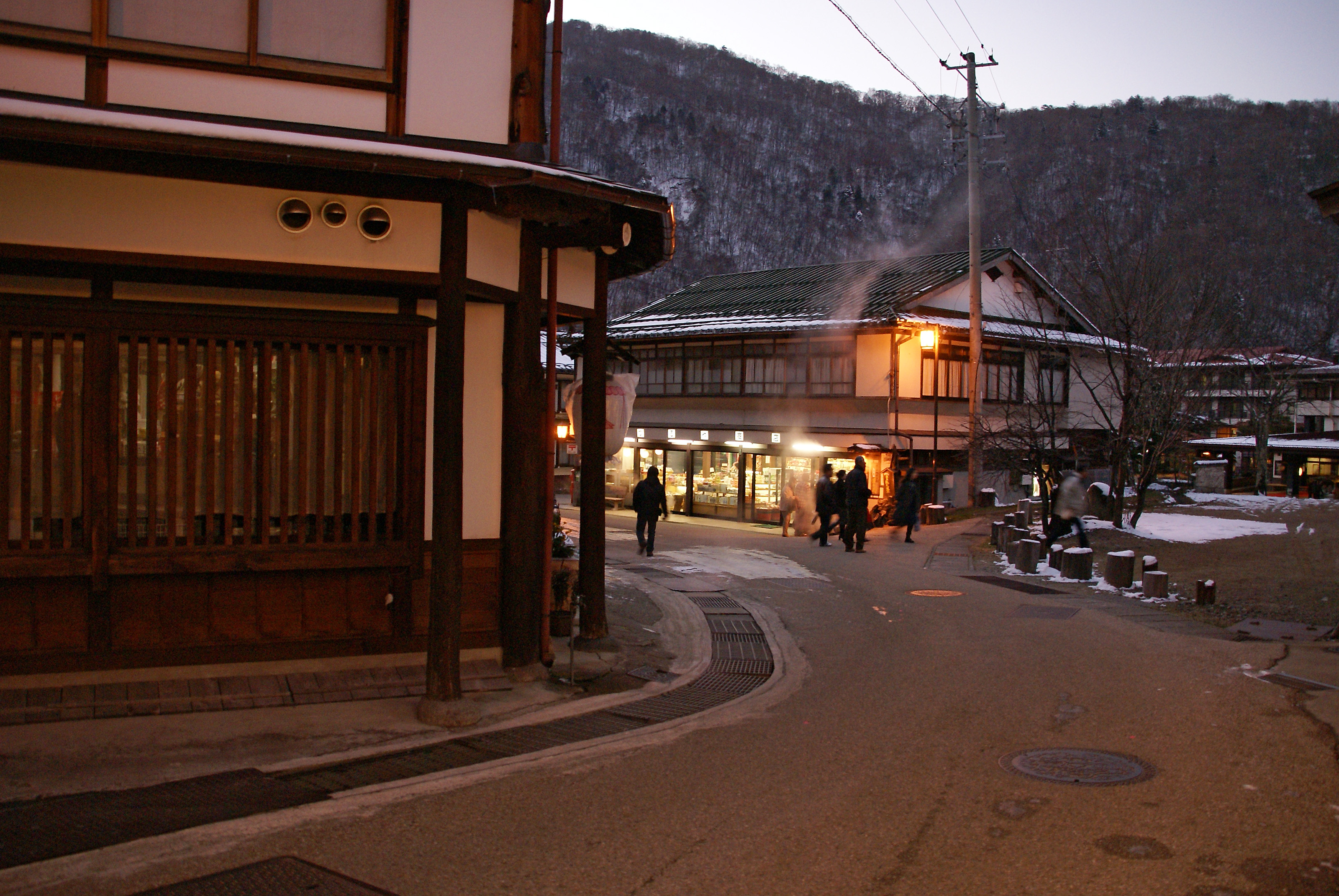
平湯温泉温泉街

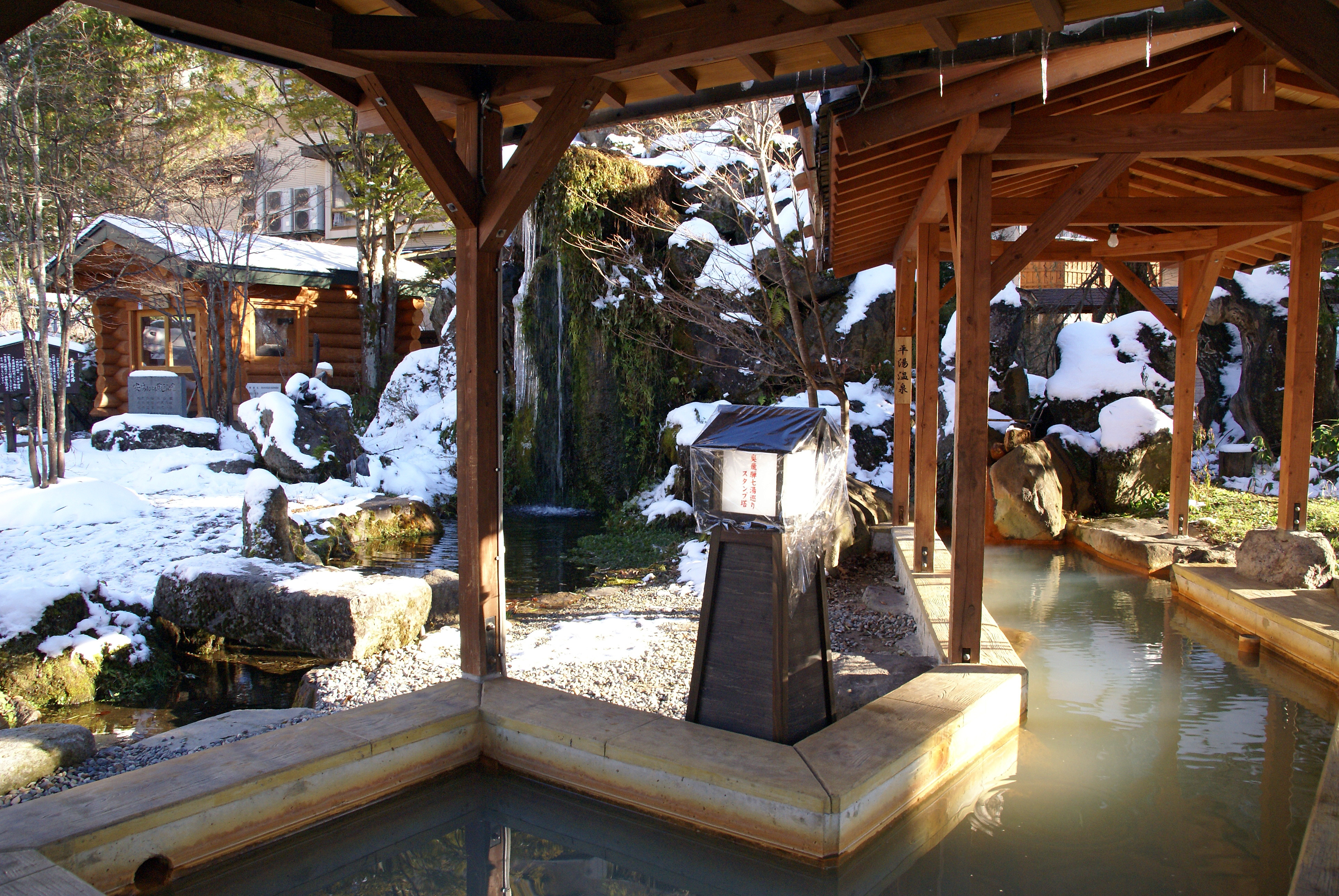
平湯温泉足湯公園

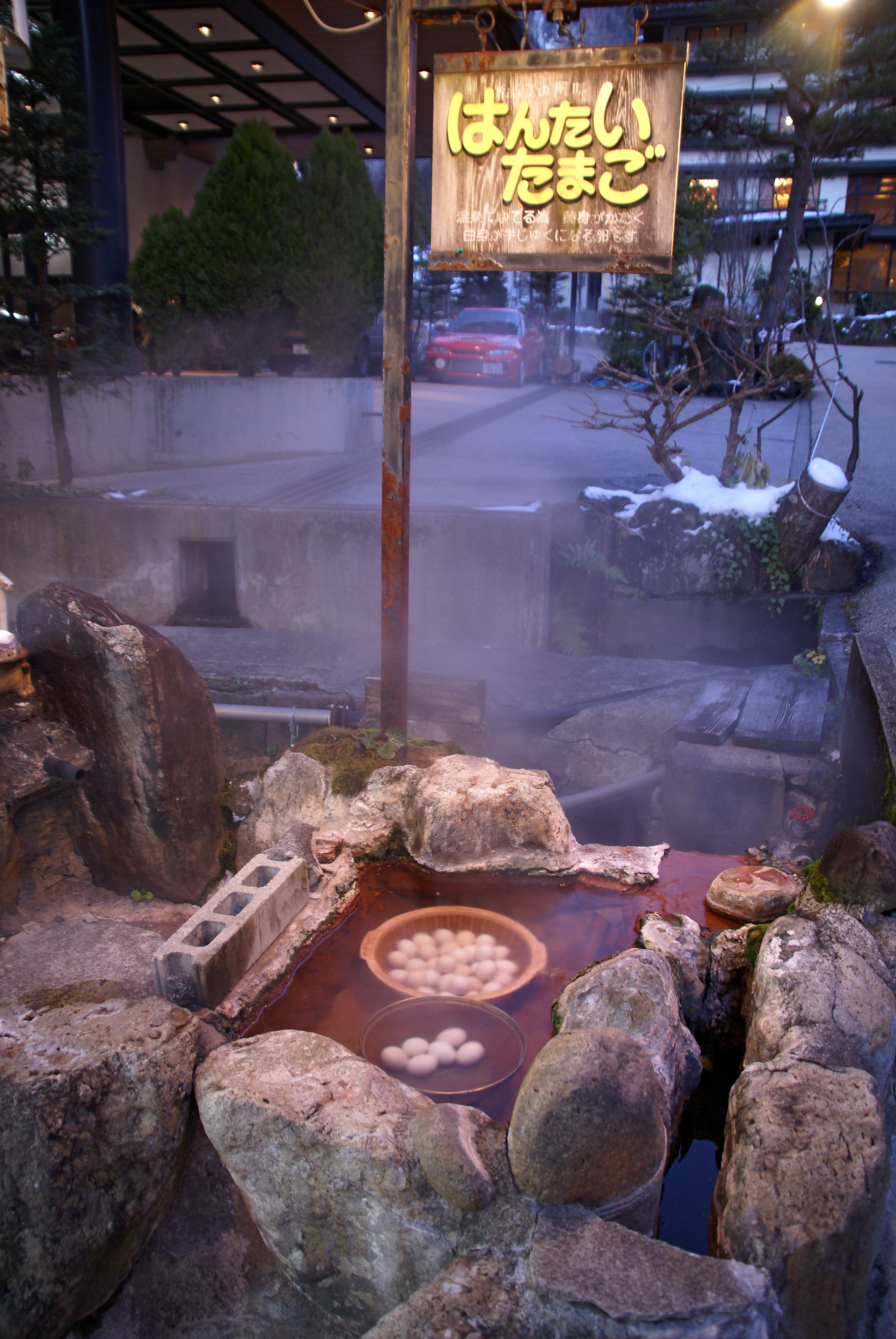
溫泉蛋(平湯溫泉)

奧飛驒溫泉鄉（日语：／ Okuhida Onsengo）是位於日本岐阜县高山市的旅游胜地，四周环抱着北阿尔卑斯山脉3,000米级群山，温泉流量丰沛，露天温泉数目居日本之首。冬季可在积雪山区享受滑雪。
宫川町西谷在最近的30年来几乎没有人涉足这块有落叶阔叶林之中。这里地处标高1000-1300米，受到内陆性气候的影响，降雨量非常稀少的山毛榉林。在日本是仅次于世界遗产白神山地的山毛榉林。奥飛騨之泉就隐藏在这片山毛榉中。
在昭和40年的时候，一部分杉被种植后，山毛榉，白桦，日本七叶树，女士栎等也相继被种植。逐渐扩展成一片自然林。由于这里的水源涵养非常好，后来被指定成为县立自然公园，其中生息正各种各样的鸟类和昆虫。